# Lucie Tondreau
Lucie Tondreau é uma política americana, activista social e imigrante que foi a primeira mulher e a terceira prefeita haitiano-americana de North Miami, Flórida.

## Biografia
Tondreau nasceu no Haiti, mas mudou-se para Montreal, Canadá, em 1967, quando tinha sete anos. Em 1981, ela mudou-se para a cidade de Nova York, onde se tornou activa na comunidade haitiana. Em 1984, ela mudou-se para Miami, onde trabalhou com o Centro de Refugiados Haitianos e actuou como membro da direxctoria da Comunidade Haitiana Americana do Condado de Dade (HACAD), da Organização de Planeamento Metropolitano, da Comissão da Flórida sobre o Estatuto da Mulher, do Haiti American Grassroots Coalition, do Miami Art in Public Places e do Haitian Political Action Committee. Em 1999, ela fundou a empresa de relações públicas, Tondreau & Associates. Ela também trabalhou como personalidade de rádio.
Ela foi uma das duas finalistas na eleição apartidária para prefeito de Miami do Norte em 2013, uma cidade onde 1/3 da população era haitiano-americana. Em 4 de junho de 2013, Tondreau foi eleita após uma segunda volta entre ela e o ex-prefeito Kevin Burns. Em 21 de maio de 2014, ela foi suspensa como prefeito de Miami do Norte após alegações de fraude hipotecária. O vice-prefeito Philippe Bien-Aime foi nomeado prefeito interino.